# Opizzino Spinola
Opizzino Spinola (Genova, seconda metà del XIII secolo – Serravalle Scrivia, 1317) è stato un politico italiano del XIII secolo-XIV secolo.

## Biografia
Era figlio di Corrado Spinola (+ 1304), capitano del Popolo dal 1295 al 1299 (con Corrado Doria e poi con Lamba Doria) e di Argentina Fieschi di Opizzo. Suo avo era Oberto Spinola, capitano del Popolo dal 1270 al 1291 con Oberto Doria e poi col di lui figlio Corrado, che governò il Comune genovese nel suo periodo di massimo potere politico.
Nel 1306 Opizzino venne eletto capitano del Popolo di Genova con Bernabò Doria. Nello stesso anno la sua unica figlia Argentina sposò Teodoro Paleologo, figlio dell'imperatore Andronico II Paleologo, che era stato investito con il titolo di Marchese del Monferrato, e che fu aiutato da Opizzino a prevalere sui propri oppositori.
Nel 1308 lo Spinola si fece proclamare unico capitano perpetuo, imprigionando Bernabò Doria che però riuscì a fuggire. In tal modo tentò di creare una signoria personale su Genova. Sconfitto però l'anno successivo dalle forze degli oppositori (Doria, Fieschi e Grimaldi) nella battaglia di Sestri Ponente, Opizzino fu messo al bando da Genova, pur continuando ad operare per riconquistare il potere.
Nei seguenti scontri, i genovesi distrussero Busalla, considerata fortezza degli Spinola, ma Opizzino reagì distruggendo Montaldo e Voltaggio, costringendo in tal modo i genovesi a trattare.
Finalmente, nel 1311, rientrò in Genova al fianco di Enrico VII, giunto in Italia per farsi incoronare imperatore. Nel luglio del 1313 ottenne l'investitura su diversi feudi dell'Oltregiogo, ossia Arquata, Serravalle, Stazzano, Pasturana, Castelletto d'Orba, S. Cristoforo, Cremonte, sul castello e le terre di Valle Scrivia e sulla grangia di Bisio. In tal modo i tutti i feudi sopracitati ebbero un riconoscimento ufficiale e divennero imperiali con tutti i privilegi annessi, escludendo qualsiasi ingerenza futura dei comuni di Genova e Tortona. Questa sorta di stato cuscinetto tra Genova e gli stati confinanti (formato anche da altre località non concesse direttamente ad Opizzino nel 1313 ma sempre di proprietà della famiglia Spinola) durò tra alterne vicende fino al 1797,  quando i residui feudi furono annessi alla Repubblica Ligure.
Dopo la morte di Enrico VII, Opizzino e gli Spinola furono nuovamente cacciati da Genova, e nel 1315 vennero assediati e sconfitti a Busalla, che fu  distrutta per la seconda volta in pochi anni. Tuttavia, l'anno seguente una nuova spedizione fu condotta dagli Spinola nella val Polcevera, contro Pontedecimo, che venne per rappresaglia distrutta sino ai fondamenti.
Opizzino morì di febbre a Serravalle Scrivia nel 1317, come riporta la Cronaca di Benvenuto da Sangiorgio, lasciando all'unica figlia Argentina solamente i diritti su quel feudo, mentre gli altri possessi di cui era stato  investito passarono ai suoi consanguinei.
Una statua che lo rappresenta è tuttora posta sulla facciata del Palazzo Spinola dei marmi in Piazza delle Fontane Marose.

## Figli
Opizzino aveva sposato Violante di Saluzzo, da cui aveva avuto una figlia:
- Argentina (1295-1337), casata nel 1307 con il marchese Teodoro I del Monferrato (1290-1338). Attraverso la discendenza di Argentina, Opizzino Spinola è uno degli antenati di Casa Savoia.